# Inimica vis
Inimica vis ist eine Enzyklika von Papst Leo XIII., sie datiert vom 8. Dezember 1892, er wendet sich mit dieser Enzyklika an die Bischöfe Italiens und schreibt „Über die Freimaurerei in Italien“. Mit gleichem Datum und gleichem Thema wandte er sich mit der Enzyklika „Custodi di quella fede“ an das italienische Volk.

## Kampf gegen die Freimaurerei
Die Freimaurerei bezeichnet er als feindliche Kräfte, die versucht hätten die Gesellschaft zu verändern, besonders ausführlich hätten sie sich gegen die Kirche gerichtet, die dadurch zum heiligen Kampf aufgerufen worden sei. Er verweist auf seine Vorgänger, die alles unternommen hätten, diese Angriffe abzuwehren.
Die Kirche habe sich bemüht, diese schädlichen Übergriffe zu verdammen und habe die untergründigen Machenschaften an das Tageslicht gebracht. Obwohl dieser Kampf erfolgversprechend sei, sehe er den Katholizismus gefährdet und das italienische Volk habe die drohende Gefahr bisher nicht eindeutig erkannt. Die ketzerischen Angriffe seien wie eine ansteckende Krankheit, die sich mehr und mehr ausbreite und der christlichen Zivilisation großen Schaden zufüge.
Diese Personen hätten auch versucht, den unteren Klerus zur Opposition zu animieren, indem sie ihm falsche Versprechungen unterbreitet hätten. Aber in dieser Angelegenheit hätten sie die Tugend des Klerus unterschätzt, es sei ihnen nicht gelungen, seinen Pflichteifer und seine Loyalität zu schmälern. Darum gelte es für die Bischöfe, ihre Herde zu beschützen und die innere Verbundenheit zu stärken. Gegen starke Kräfte würden die heidnischen Horden jedoch vergebens anrennen.